# Osiek (Lubin)
Pour les articles homonymes, voir Osiek.
Osiek est une localité polonaise de la gmina et du powiat de Lubin en voïvodie de Basse-Silésie.